# Association en droit monégasque
Pour les articles homonymes, voir Association.
Une association, en droit monégasque, est une forme d'organisation à but non lucratif. Depuis 2008, elle est régie par les dispositions de la loi de 2008.

## Droit positif
L'association est régie par le loi no 1355 du 23 décembre 2008 concernant les associations et les fédérations d'associations, qui comprend 40 articles répartis en quatre titres : I « De l'association » (articles 1er à 23), II « De la fédération d'associations » (articles 24 à 31-1), III « De la supervision et des sanctions » (articles 31-2 à 34-1), IV « Dispositions diverses » (articles 35 à 40).
L'article 1er la définit ainsi :

« L'association est la convention par laquelle deux ou plusieurs personnes décident de mettre en commun de façon permanente leurs activités ou leurs connaissances dans un but autre que de partager des bénéfices.
Cette convention, formalisée par les statuts de l'association, est régie quant à sa validité par les principes généraux du droit applicables aux contrats et obligations. »

## Histoire
En 2003, la Principauté compte 450 associations et près de 60 fédérations formant un « tissu associatif monégasque [qui] constitue une composante importante de la vie économique, sociale, culturelle et sportive du pays ».
Plusieurs lois encadrant la définition de l'association et la règlementant se succèdent, notamment en 1949, 1984 et 2008,,. En 1952, les règles établies par la loi trois ans plus tôt, sont jugées par le législateur, « dans certains cas trop rigides, éloignant de la Principauté notamment les associations à caractère international poursuivant un but artistique, scientifique ou philantropique ». Puisque l'article 4 de cette loi dipose que les administrateurs doivent être élus parmi « les membres majeurs jouissant de leurs droits civils et ayant leur domicile à Monaco », il s'avère difficile de trouver les personnes qualifiées pour satisfaire cette règle,. Le législateur apporte ainsi des principes dérogatoires en 1953, principes qui doivent faire « l'objet d'une ordonnance souveraine prise après avis du Conseil d'État »,. La loi de 1984 vient à son tour régir les « associations constituées en vertu de la législation antérieure ». En 2003, un projet de loi, pointant « une disparité entre nationaux et étrangers » formée par deux régimes issus de la loi de 1984, met l'accent sur la liberté d'association.
| Texte | Adoption par le Conseil national | Journal de Monaco | Application                                       | Règne       |
| --- | -------------------------------- | ----------------- | ------------------------------------------------- | ----------- |
| Loi no 492 du 3 janvier 1949 réglementant les associations et leur accordant la personnalité civile                                                                         | 27 décembre 1948                 | 10 janvier 1949   |                                                   | Louis II    |
| Loi no 576 du 23 juillet 1953 tendant à compléter la loi no 492 du 3 janvier 1949 sur les associations                                                                      | 17 juillet 1953                  | 3 août 1953       |                                                   | Rainier III |
| Loi no 1072 du 27 juin 1984 concernant les associations | 4 juin 1984                      | 29 juin 1984      | Arrêté ministériel no 84-582 du 25 septembre 1984 | Rainier III |
| Loi no 1355 du 23 décembre 2008 concernant les associations et les fédérations d'associations                                                                               | 18 décembre 2008                 | 2 janvier 2009    | Arrêté ministériel no 2009-40 du 22 janvier 2009  | Albert II   |
| Ordonnance souveraine no 10115 du 14 septembre 2023 portant application de la loi no 1355 du 23 décembre 2008 concernant les associations et les fédérations d'associations |                                  | 22 septembre 2023 |                                                   | Albert II   |

## Agrément
L'article 14 de la loi du 23 décembre 2008 dispose que « les associations qui remplissent les conditions fixées à l'article 15 peuvent être agréées par arrêté ministériel à l'issue d'une période probatoire de fonctionnement d'une durée de trois ans. Toutefois cette condition de durée n'est pas requise lorsque l'association a pour objet la défense des intérêts de victimes ou de consommateurs, lorsque son activité poursuit un but d'intérêt général, concourt à une mission de service public ou permet une participation à des manifestations internationales. ». L'article 15 de cette même loi prévoit que « peuvent être agréées les associations dont l'objet poursuit un but d'intérêt général, ou dont l'activité concourt à une mission de service public ou contribue à la notoriété de la Principauté » en ajoutant que « l'association doit avoir au préalable rempli les formalités relatives aux associations déclarées et rendues publiques » et cinq autres conditions formelles. Cet agrément ouvre notamment la voie, selon l'article 16, aux concours publics, dans les conditions définies par la loi no 885 du 29 mai 1970,.

## Associations notoires
- Comité olympique monégasque, issu de la transformation du comité par ordonnance souveraine du 30 octobre 1975[11]
- Association mondiale des amis de l'enfance, agréée par arrêté ministériel du 8 juillet 2010[12]
- Chambre de développement économique de Monaco
- Croix-Rouge monégasque
- Fight Aids Monaco
- Fondation Albert Ier, Prince de Monaco
- Fondation Prince-Albert-II-de-Monaco
- Fondation Princesse Charlène de Monaco
- Fondation Princesse-Grace-de-Monaco
- Union internationale de pentathlon moderne

## Projets législatifs
Le projet de loi en date du 19 décembre 2023 et portant sur le sport dans la principauté comporte un article prévoyant une forme particulière d'association :

« Est une fédération sportive, l'association qui, constituée conformément aux dispositions de la loi no 1355 du 23 décembre 2008, modifiée, a pour objet l'organisation, la promotion et le développement de la pratique d'une ou de plusieurs activités physiques et sportives, dans le respect des principes énoncés à l'article premier.
À ce titre, il revient à la seule fédération sportive :
1. d'organiser des compétitions sportives, sous réserve de l'application des dispositions de l'article 35 ;
2. de permettre à ses membres de participer aux compétitions sportives autres que celles visées à l'article 35 ;
3. de s'affilier aux fédérations sportives internationales. »